# Фермерски пазар
Фермерският пазар е пазар, на който стоките се продават от независими доставчици - предимно селяни и фермери - които излагат продукцията си на сергии или разстилат на маси, като плодове, месо и понякога готови храни и напитки.
Фермерските пазари са световен феномен, който съществува в много страни по света и в обширни региони като Латинска Америка, Европа (главно Франция), Северна Америка (САЩ и Канада) и Азия. Когато навсякъде културната и кулинарна уникалност на една и съща област е очевидна, независимо дали е в уникални занаяти или местни ястия. Седмичният пазарен ден е част от живота на селата и градските площади по целия свят. Пазарът е добър начин за пътуващия да опита от местната кухня и да научи за автентичната местна култура.
Предимството на пазара на фермери от гледна точка на потребителя е в директното закупуване от производителя на прясна, органична, сезонна храна, направена от местна земеделска култура; А що се отнася до земеделския производител, той не използва трети посреднически фактор и по този начин се избягва частична загуба на печалба.
Пазарите на фермери, съществували преди индустриалната революция, бяха заменени в съвременните градове с времето от бакалии и супермаркети. През последните години обаче тенденцията на световните фермерски пазари се засили.
Фермерските пазари са част от движението на бавните храни (за разлика от бързото хранене) и те черпят вдъхновение от него в популяризирането на местната кухня и местните фермери.
- Фермерски пазар във Фармингтън, САЩ
- Фермерски пазар в Лондон
- Фермерски пазар в Ривиер-дю-Лу, Квебек
- Фермерски пазар в Кубао, Филипини